# Asphalt 4: Elite Racing
Asphalt 4: Elite Racing fue un videojuego de carreras publicado y desarrollado por Gameloft. Fue lanzado en iOS y iPod el 28 de agosto de 2008,en N-Gage el 20 de enero de 2009, para teléfonos móviles a mediados de julio de 2008 y DSiWare el 6 de julio de 2009. Este juego es el primer juego de la serie Asphalt en ser lanzado para iOS. El juego fue eliminado más tarde, en 2014, después de Asphalt 5.

## Jugabilidad
La jugabilidad de Asphalt 4: Elite Racing es similar a la serie de Need For Speed. El principal modo de juego consiste en que el jugador comienza con uno o dos de las coches básicos además de ganar dinero por ganar carreras y realizar actos ilegales. El dinero puede ser gastado en mejoras o nuevos coches. La calidad del juego varía dependiendo en el sistema en el que se este jugando. Los autos de marcas Lamborghini y Audi son eliminados en el Asphalt 4 y se sustituyen con Ferrari y Bugatti, aunque regresan en Asphalt 5.

## Vehículos
Hay 28 autos diferentes. Aquí están los autos:
- Mini Cooper S
- Nissan 350Z
- Mercedes Benz SLK Class
- BMW M3 E92
- Chevrolet Corvette C6
- Ducati Monster 696
- Nissan Skyline GT-R
- BMW Z4
- Aston Martin Vantage
- Lotus Exige S
- RUF RGT
- Kawasaki Z1000
- Nissan GT-R
- BMW M6
- Mercedes Benz SL Class
- Aston Martin DB9
- Ferrari F430 Spider
- Chevrolet Corvette ZR1
- Ford Mustang
- Kawasaki ZX-10R
- Ferrari 599 GTB
- Ford GT
- Ferrari 430 Scuderia
- Mercedes Benz CLK DTM
- Ferrari Enzo
- Ducati 1098
- Bugatti Veyron

## Desarrollo
Asphalt 4: Elite Racing fue desarrollado primero para iOS y dispositivos iPod que contaban con Click Wheel en 2008.